# Baie de Lützow-Holm
La baie de Lützow-Holm est une baie de la Terre de la Reine-Maud en Antarctique.
La baie a été découverte par Hjalmar Riiser-Larsen en février 1931  et a été nommée d'après Finn Lützow-Holm, un pilote norvégien qui travailla avec Riiser-Larsen.